# Gmina Szczuczyn
Die Gmina Szczuczyn (deutsch Schtschutschin) ist eine Stadt-und-Land-Gemeinde im Powiat Grajewski der Woiwodschaft Podlachien in Polen. Ihr Sitz ist die gleichnamige Stadt mit etwa 3400 Einwohnern.

## Gliederung
Zur Stadt-und-Land-Gemeinde Szczuczyn gehören folgende Ortschaften mit einem Schulzenamt:
Bęćkowo
Brzeźno
Bzury
Chojnowo
Czarnowo
Czarnówek
Danowo
Dołęgi
Gutki
Jambrzyki
Koniecki Małe
Koniecki-Rostroszewo
Kurki
Lipnik
Mazewo
Milewo
Niećkowo
Niedźwiadna
Niedźwiedzkie
Obrytki
Rakowo
Skaje
Sokoły
Stare Guty
Świdry-Awissa
Tarachy
Wólka
Zacieczki
Załuski
Weitere Orte der Gemeinde sind Balcer, Miętusewo, Nowe Zacieczki, Przeszkoda und Zofiówka.

## Persönlichkeiten
- Giacomo Fontana (1710–1773), oder Jakub Fontana, Architekt
- Wolf Gold, geboren als Zev Krawczynski (1889–1956), Rabbiner, Mitunterzeichner der Israelischen Unabhängigkeitserklärung.